# 東日本大震災復興支援 Jリーグスペシャルマッチ
東日本大震災復興支援 Jリーグスペシャルマッチ（ひがしにほんだいしんさい・ふっこうしえん・Jリーグ・スペシャルマッチ）は、日本プロサッカーリーグ主催による、東日本大震災被災地を支援するための慈善試合である。2012年から日本プロサッカーリーグ（Jリーグ）の公式行事として開催されている。

## 概要
Jリーグは東日本大震災発生直後から『チカラをひとつに。-TEAM AS ONE』をスローガンに、震災被災地の復興支援活動を続けており、その一環として開催される慈善試合である。
Jリーグによるチャリティーマッチとしては、震災直後の2011年3月29日に、長居陸上競技場（長居スタジアム）で、当初国際Aマッチでの試合が予定されたサッカー日本代表と、日本代表以外から選出したJリーグ選抜の「TEAM AS ONE」による「東北地方太平洋沖地震復興支援チャリティーマッチ がんばろうニッポン!」が行われており、この趣旨を引き継いで開催されるものである。
大会形式としては、かつて開催されていた「Jリーグオールスターサッカー」や「JOMOカップ Jリーグドリームマッチ」に類似した形式で、Jリーグ所属選手からファン投票によって出場選手を選出するオールスターゲーム形式によって行われる。「被災地支援」という側面もあることから、対戦チームの組み合わせは東西対抗形式などではなく、被災地選抜チーム「TEAM AS ONE」（クラブ施設およびホームスタジアムが被災したベガルタ仙台・鹿島アントラーズと両チーム以外の東北地方出身選手および海外招待選手からの選抜メンバー）と、Jリーグ選抜（仙台・鹿島以外のJ1所属16チームからの選抜メンバー）による対戦となっている。

## 歴代大会結果
| 回 | 開催日        | ホーム              | 結果  | アウェー    | 会場                     | 入場者数 |
| -- | ------------- | ------------------- | ----- | ----------- | ------------------------ | -------- |
| 1  | 2012年7月21日 | Jリーグ TEAM AS ONE | 4 - 0 | Jリーグ選抜 | カシマサッカースタジアム | 23,760   |
| 2  | 2013年6月16日 | Jリーグ TEAM AS ONE | 2 - 1 | Jリーグ選抜 | 国立霞ヶ丘競技場         | 41,246   |